# Bamil Nosar
Bamil Nosar is een bestuurslaag in het regentschap Aceh Tengah van de provincie Atjeh, Indonesië. Bamil Nosar telt 138 inwoners (volkstelling 2010).